# Gargallo (Olaszország)
Gargallo (piemontiul: Gargal) település Olaszországban, Piemont régióban, Novara megyében. Lakosainak száma 1763 fő (2023. január 1.). Gargallo Gozzano, Soriso, Borgomanero, Maggiora és Valduggia községekkel határos.

## Népesség
A település lakossága az elmúlt években az alábbi módon változott:
| Lakosok száma | 1831 | 1832 | 1763 |
|               | 2017 | 2018 | 2023 |